# 蓬萊学園シリーズ
蓬萊学園シリーズ（ほうらいがくえんシリーズ）は、新城十馬、賀東招二、雑破業らによるライトノベルシリーズ。富士見ファンタジア文庫刊。
本項では、シリーズ第1作をもとに製作されたドラマCDについても併せて扱う。

## 概要
『ネットゲーム90 蓬萊学園の冒険!』で起こった大事件「90年動乱」以後の蓬萊学園を描いた小説シリーズ。「90年動乱」の後始末が表面上終わった92年以降が舞台となっており、「90年動乱」で活躍した生徒達は名前だけの登場となる事が主で、主人公や主要登場人物には新しいキャラクターが用いられている。
文庫では最後の刊行となっている『蓬萊学園の革命！』は第1巻のみ刊行され未完である。経緯については『ネットゲーム90 蓬萊学園の冒険!』の項目を参照。
2025年5月3日より4Gamer.netにて新城カズマ（新城十馬）による新作小説『蓬萊学園の揺動！』が連載開始された。2020年代の蓬萊学園が舞台となっている。

## あらすじ・登場人物

### 蓬萊学園の初恋！
92年度の新入生朝比奈純一が巻き起こした、一連の騒動を綴ったラブコメディー。
新入生歓迎イベントの最中に偶然見つけた「あの娘」。その瞬間から「あの娘」のみを追い求め、純一は学園を走り続ける。その先に蓬萊学園最大の暗部があることも知らずに。
朝比奈純一
蓬萊学園1年癸酉組92-875198番。
小柄で周囲との協調性がなく「消極的な問題児」として蓬萊学園に入学した新入生だが、新入生歓迎イベントの最中に飛行船から見た「あの娘」を求め、「路面電車暴走事件」を起して学園銃士隊・校内巡回班・鉄道管理委員会の追跡を受ける身となり、更に兵衛と共に弁天女子寮に侵入して自警団にも追われる身となる（朝比奈遁走事件）。またクラブに所属する暇が無く、「今年最後の未所属生徒」として学園中のクラブから狙われることになる。
後に伝説となる「朝比奈裁判」により、学園の暗部（二級生徒問題）を公にした。
これ以後、不可能な物事に挑む場合に「あの公安委員会ですら、朝比奈を止められなかったのだから」という常套句が生まれた。
ベアトリス・香沼
公安委員。
「悪運（バッドラック）ベッキー」の異称を持ち、「どうせ　こんなことになると　判っていたのだ」が口癖。
新入生案内係として朝比奈の属する癸酉組を担当したことから、朝比奈と共に飛行船から落下して以後、「朝比奈遁走事件」に巻き込まれる。朝比奈の行動に振り回されながらも「あの娘」の素性にいち早く気付き、朝比奈と「あの娘」の身柄を公安委員会が確保する為に密かに行動するが、「朝比奈裁判」では独自の行動をとる。
神酒坂兵衛
巡回班士。
元校内巡回班三番隊の隊長だった剣士で、今も所属は班士であるが日頃の悪行のため謹慎中。
学園でも指折りの腕前をもつ薩摩示源流の使い手であるが、常に極貧状態でその性格と相まって学園中の嫌われ者。
巡回班に捕らえられた朝比奈相手に小金を稼ごうと目論見むが、成り行きで朝比奈と共に脱獄し、下水道から弁天女子寮での遁走を共にする。
聖剣一郎
学園銃士。
学園銃士隊の隊長で、路面電車暴走事件の犯人（朝比奈）追跡に執念を燃やす。
いったん取り逃がした朝比奈を追って男子禁制の弁天女子寮にも強行突入し、弁天女子寮自警団と朝比奈の身柄確保を競い、朝比奈裁判でも銃士隊を率いて奮闘する。
後に学園銃士隊の隊長として、伝説の早瀬冬馬を抜いて歴代最長の在籍記録となる。
紅柄りぼん
弁天女子寮自警団団長。
弁天女子寮自警団の伝説的な団長。90年動乱時の月光洞で大南帝国皇帝を打倒し、蓬萊三女傑の筆頭に挙げられる。
大浴場に突如姿を現した侵入者（朝比奈と兵衛）の前に立ちはだかり、遁走する二人の身柄確保を銃士隊と競い、朝比奈裁判でも自警団を率いて奮闘する。
大河内舞
巡回班士。
神酒坂兵衛の剣の師匠（巡回班副長の無事方渡士蔵）の妹で、局長昏倒勇と意思疎通できる2名のうちの1人。蓬萊三女傑の一人。巡回班内では姉御と呼ばれ、「学園で一番大きな猫を被っている」と評せられる。
弁天女子寮で遁走を続けていた兵衛を捕まえて、廊下で盛大にビンタの嵐を食らわせた。
香田忍
公安委員。
公安委員会非常連絡局の副局長で、第1検察局局長を兼務。
弁天女子寮にて朝比奈と「あの娘」の身柄を拘束した公安部隊の指揮官。「朝比奈裁判」では主席判事を務めるも、朝比奈によって二級生徒問題を暴露され、激昂した群集の手で裸に剥かれて遁走することになる。
あの娘
謎の生徒、なくした本を探している。
放送委員

女子生徒

男子生徒

### 蓬萊学園の犯罪!
夏休み前夜、秘密カジノ「ヴィエトロダリンスク」で行われたバカラの勝負をきっかけとして、ひと夏の狂乱劇が幕を開ける。
シベリアの荒野に生まれた天性の賭博師ソーニャ、裕福な家庭に育ち蓬萊学園上流階級に属する野々村雪乃嬢。この二人を軸に生徒会執行部や謎の学園銃士など様々な生徒を巻き込み、経済的・政治的大混乱が蓬萊学園を駆け抜け、それら全てを飲み込むかのように膨張を続ける混沌「悪徳大路」。
全ての決着を付けるべく開催された空中饗宴の果てに待つものとは。
ソーニャ・ヴレーミェヴナ・枯野　賭博師
2年壬午組、ゲーム研所属。常に分厚い革表紙の本を携えている。
夏休み前夜、野々宮雪乃と「黄金生徒証」を賭けてバカラで対決し、この夏の主人公として悪徳大路に君臨する。
吾妻ツトム　ゲーム研部員
ソーニャの相棒。ソーニャと共にゲーム研から独立して賭博研の創設を夢見ている。悪徳大路では会計を担当。
野々宮雪乃
文化系クラブ連盟代表を務める黄金生徒証0004番の所有者。学園でも有名な野々宮四姉妹の次女。
強烈な負けず嫌いで、その性格が災いして「黄金生徒証」をなくしてしまう。
根岸奈奈
野々宮雪乃の幼馴染。雪乃の秘書あるいは実務担当を勤める。
堅実かつ現実的な思考の持ち主だが、幼い頃から雪乃と共に過ごしているため世間知らずな面もある。雪乃に絶対的な忠誠を捧げているが、時として独走することもある。
斗余栄
秘密カジノ「ヴィエトロダリンスク」でバニーガールのアルバイトをしていた女子学生。89年に行方不明となり90年動乱の最中に救出された第70代生徒会長斗余千恵の妹。
銀行が業務停止になりバイト先の秘密カジノが取り潰されたため、化学部の工場、更に悪徳大路へとアルバイト先を変えていく。
壇唯
斗余栄のボーイフレンド。委員会センタービルでメッセンジャーのアルバイトをしている男子学生。
悪徳大路の伸張に伴ってメッセンジャーでは生計が立たなくなり、悪徳大路へと流れていくことになる。
神酒坂兵衛　巡回班士
野々宮雪乃のボディーガード兼剣術指南役の剣士。何故か右腕を負傷しておりギプスを嵌めている。
ジョジュア・ゲイルズバーグ　生徒会副会長
飛行委員会委員長を兼務し、＜微笑む宰相（スマイリング・スチュワード）＞の異称で知られるやり手の副会長。
4月に勃発した「朝比奈裁判」の影響で夏休み後に延期された生徒会選挙に向けて、ソーニャと雪乃の対立を執行部再選に利用しようとしている。
八雲睦美　第74代生徒会長
蓬萊学園の正常化の象徴となっている生徒会長。
ゲイルズバーグ副会長の影に隠れて目立たないが、副会長とはまた別な動きをしている。
テオドール・ザールウィッツ　	学園銃士
フェンシング部部長。悪徳大路に乗り込んだ根岸奈奈の前に突如として姿を現し、ソーニャと雪乃の対立に仲介に乗り出す謎の人物。非公認新聞＜外套と短剣＞の発行者兼主筆。
事態の収拾を図るため、慈善事業に名を借りた空中饗宴を企画する。

### 蓬萊学園の魔獣！
蓬萊学園がソーニャと雪乃の対決に揺れたあの夏、学園教師の山根宵子は好条件のアルバイトに誘われて研究部を訪れる。そして焼け爛れた廃墟に佇む少女「緑（リュー）」と出合った。
緑はなぜ年を取らないのか? 緑を学園に連れてきた狄（ディー）教授は何を研究していたのか？…様々な謎と研究部内の権力闘争を背景に、閉ざされた資料室の整理作業が開始される。今は亡き狄（ディー）教授が自らの手で葬り去った研究結果を求めて。
資料の整理と共に徐々に明らかになる緑の過去。嵐の夜に蘇った不気味に蠢く「架空の犬」＜CANIS PHANTASTICUS＞の影。
夏が過ぎ、過激な環境保護活動家の少年が、自称「友人」の銃士、天敵である公安委員会非常連絡局局長と共に秘境南部密林を彷徨っていた。咆哮を上げ密林を疾走する謎の怪物＜エルトンの魔物＞に蹂躙された公安の秘密基地から彷徨い出た彼らが辿り着いた先には？
別々に進む二つの物語が聖なる夜に交差した時、密林の賢者から与えられた古の銃が最後の銃弾を放ち、ついに禁断の知識の封印が解き放たれる。
テオドール・ザールウィッツ　学園銃士
フェンシング部部長。空中饗宴に端を発する一連の騒乱の中、悪徳大路残党に付け狙われ逃げ回っている。
追っ手から逃げ回りながらも、次のネタとして神酒坂兵衛から買い取った情報を基に、南部密林に詳しい早良悠季のもとを訪れる。
早良悠季　生態学研部員、学園環境保全同好会＜GAIA＞所属
自称博愛主義者にして自然主義者。専門知識は豊富だが、他者との協調性や社会性、社交性は皆無。過激な環境保全団体に属し、少数の同好の士を除くと周囲との関係は極めて希薄。生態学研部長の枯野惣七郎を崇拝と言って良いほど尊敬している。
香田忍　公安委員
公安委員会非常連絡局の局長。
「朝比奈裁判」により失脚必至と見られていたが、野鼠政変とそれに続く混乱が終息した時には副局長から局長に昇進していた。初代公安委員長・離修竜之介を崇拝している。
非常連絡局局長として、南部密林に出没する「謎の生物」に関する調査を指揮する。
枯野惣七郎　生態学研部長
学園賢者とも呼ばれる著名な古参生徒。学園反原発団体＜緑茶党＞創設者にして、高名なアマチュア博物学者。有名ではあるが、研究に没頭するあまり周囲との関係は希薄。現在は学園に休学届を出して、19ヶ月に渡って南部密林に一人で住んでいる（九〇年動乱時も行方不明であった為、当時から南部密林に居たと思われる）。
遭難した山根宵子とテオ一行に一夜の宿を提供、別れ際に「古の銃と3発の銃弾」を銃にまつわる伝承と共に手渡す。
ソーニャ・ヴレーミェヴナ・枯野の義兄（義妹と同じ分厚い革表紙の本を所持）で、八仙の一人土屋圭絵の父方の親戚。現＜緑茶党＞代表にして「反原発のジャンヌ・ダルク」とも呼ばれる洗馬麻美の想い人。また、かつて「六・四」内戦勃発時にレジスタンスを率いてSSと戦い、後に学防軍最高司令官となって九〇年動乱を勝利に導いたアンネリ・ランツィラ（～'93 八仙の一人にして、蓬萊三女傑の一人）は元＜緑茶党＞の副代表であり、枯野惣七郎を師と仰いでいた。
山根宵子　学園教師
国語教師。元は本土の学校に勤務していたが、教え子の自殺を機に蓬萊学園へと流れ着く。
親友マギーと共にアルバイトで訪れた研究部情報工学館で、緑（リュー）と出会い、成り行きで緑（リュー）の更生に尽力していく。
緑（リュー）
中国奥地から狄（ディー）教授によって蓬萊学園に連れて来られた少女。来蓬当時から外見上の年を取っていない。また言葉を理解せず、話すことも出来ない。
狄（ディー）教授亡き後、本来は学園に滞在する資格を喪失したのだが、出生地不明なためそのまま研究部の保護下に置かれていた。神出鬼没に情報工学館内部の至る所に現れ、研究の邪魔をするのだが、それを問題にして学園から追い出そうとする者はいなかった。
焼け爛れ廃墟となった情報工学館A棟跡地で、山根宵子と出会う。山根宵子の保護下に置かれて以後は、音楽を通じて正常な感性を取り戻しつつあったのだが。
マーガレット・グッドフェロー　学園教師
通称マギー。米国ミシガン州出身。代理母として出産した「血の繋がらない実の子」を伴って、4年前に蓬萊学園に逃亡してきた。実は教員免許を持っていないが、蓬萊学園の杜撰な審査に助けられ教員となる。
何事にも積極的な性格で、大変な世話好きとして知られる。子供の教育については敏感に反応する。
宇佐美　研究部研究員
情報工学館に所属する若手研究員。宵子とマギーが応募した整頓作業の担当者。
ロレンゾ　研究部研究員
情報工学館に所属する腕の良い技術屋。宇佐美の友人。整頓作業初日に、資料室のエアコンまで強行突入してスイッチを入れた猛者（エアコンはスイッチが入った瞬間に壊れた）。
「ロレンゾ」は偽名だが、本名がばれると…
ヤノシュ教授　研究部教員
情報工学館に所属する教授。学園生徒会や有力委員会から一定の距離を置き、研究部の独立を重視する「象牙派」
手袋氏　研究部教員
情報工学館に所属する教授。学園生徒会や有力委員会との繋がりを重視する「講和派」。常に手袋をしている。
指さし氏　研究部教員
情報工学館に所属する教授。中間派。他者の発言の間違いを聞きつけると、たとえ些細な間違いであっても、その都度「指差し」して訂正する。

### 蓬萊学園の革命！
鉄道管理委員会を再生し、蓬萊学園の上流階級に絶大な影響力を誇る野々宮四姉妹の長姉花江。彼女が二週間に一度主催する抽選会で、折川育郎またはピエトロ・パルメッティが当選した。
賞品は「夢」の実現。
友人に頼まれて気軽に応募した育郎は花江に問い詰められ、ついに自身も気づいていなかった夢を語り始める。しかし産まれたばかりの彼の夢は冷徹な現実の前に無残に打ち砕かれ、失意の育郎は謎の女性から助言を受ける。
そう「あの公安委員会ですら、朝比奈を止められなかった」と。
育郎が自身の夢に気づき、その実現を決意した時、蓬萊学園はかつてない変革の時を迎える。
（以上の1巻のみで未完）

## 既刊一覧
- 蓬萊学園の初恋！（新城十馬 1991年）
- 蓬萊学園の犯罪！（上）（新城十馬 1992年）
- 蓬萊学園の犯罪！（下）（新城十馬 1992年）
- 蓬萊学園の魔獣!（上）（新城十馬 1993年）
- 蓬萊学園の魔獣！（下）（新城十馬 1994年）
- 蓬萊学園の革命！〈1〉（新城十馬 1996年）
- 弁天女子寮攻防戦（波多野とおる、賀東招二、玖条正文、一二三四郎、新城十馬 1994年）
- 蓬萊学園恋愛編－パーフェクト・ラブレター（新城十馬、賀東招二、雑破業 1996年）
- 蓬萊学園部活編－騎馬っていこう!（新城十馬、賀東招二、雑破業 1996年）
- 蓬萊学園転校編－香住の中の十万人（新城十馬、賀東招二、雑破業 1997年）

## ドラマCD
『蓬萊学園の初恋！イメージ・アルバム』として、株式会社ティーアップが企画・製作したドラマCDが1994年3月23日に発売（商品コード:PICA-1032）。
『蓬萊学園の初恋！』のドラマ化であるが、設定等大きく異なる。

### スタッフ
- 原作 - 新城十馬
- 脚本 - 千葉克彦
- 音楽 - 外山和彦
- ジャケットイラスト - 中村博文
- ブックレットイラスト - 佐々木亮
- ディレクター - 米枡博之、川瀬朗

### キャスト
- 朝比奈純一 - 山口勝平
- 神酒坂兵衛 - 矢尾一樹
- ベアトリス香沼 - 玉川紗己子
- 聖剣一郎 - 速水奨
- 女の子（あの娘） - 椎名へきる
- 女の子 - 久川綾
- 紅柄りぼん - 高山みなみ
- 放送委員 - かないみか
- 香田忍 - 千葉繁　（株式研部員、土木研部員、鉄道委員も千葉）
- 生徒 - 太田真一郎、長嶝高士、松丸卓也、手塚ちはる、田野恵、根谷美智子

### 主題歌
オープニングテーマ「You Do!」
作詞 - 木本慶子 / 作曲・編曲 - 外山和彦 / 歌 - 佐々木真理
エンディングテーマ「Prologue」
作詞 - 木本慶子 / 作曲・編曲 - 外山和彦 / 歌 - 佐々木真理、YASU